# Pavel Rotmistrov
Pavel Aleksejevitsj Rotmistrov (Russisch: Павел Алексеевич Ротмистров) (Skovorovo, gouvernement Tver, 6 juli [O.S. 23 juni] 1901 - Moskou, 6 april 1982, was een Sovjet-militair commandant van gepantserde troepen in het Rode Leger tijdens en na de Tweede Wereldoorlog. Hij vocht vanaf de eerste dagen en was aanwezig bij elke belangrijke Sovjet-slag, waaronder de Slag om Moskou, de Slag om Stalingrad en leidde de 5e Garde Tankleger bij de Slag om Prochorovka tijdens de Slag om Koersk. Rotmistrov was de eerste maarschalk van de Sovjet-gepantserde troepen.

## Interbellum
Rotmistrov trad toe tot het Rode Leger in 1919 en diende tijdens de Russische Burgeroorlog, waarbij hij betrokken was bij de onderdrukking van de Kronstadt-opstand en de Pools-Russische Oorlog. Hij leidde een peloton en later een compagnie in het 31e regiment van de 11e divisie. In 1928 trad hij toe tot de Froenze Militaire Academie. Van 1937 tot 1940 was hij instructeur aan de Moskouse Hogere Militaire Academie. In mei 1941 werd hij chef-staf van het 3e Gemechaniseerde Korps.

## Tweede Wereldoorlog
Rotmistrov leidde zijn eerste tankbataljon tijdens de Sovjet-Finse oorlog. Hij begon de oorlog tegen Duitsland met het 3e Gemechaniseerde Korps, dat werd vernietigd tijdens Operatie Barbarossa. Vervolgens leidde hij de 8e tankbrigade, die tijdens de Slag om Moskou werd overgeplaatst naar het Kalinin-front. Na verschillende succesvolle veldslagen in de zomer van 1942 werd hij naar Stalingrad gestuurd om deel uit te maken van het 1e Gardeleger. Hij leidde de 5e Garde Tankleger in de Slag om Prochorovka tijdens de Slag om Koersk en in Operatie Bagration. De eenheid onder zijn commando, de 5e Garde Tankleger, nam deel aan een hevige tankslag nabij Prochorovka tegen de oprukkende Waffen SS-divisies Leibstandarte SS Adolf Hitler, Das Reich en Totenkopf, bijna op een punt-blank bereik van 100-200 meter. Toen de Duitse opmars werd opgemerkt, aangevoerd door de drie meest elite Waffen SS-divisies richting Prochorovka, gaf Rotmistrov het bevel tot een directe tegenaanval van het leger dat voorbereid was om zo dicht mogelijk bij de Duitsers te komen om de superieure kanonnen van de Duitse tanks te compenseren. In de daaropvolgende strijd ontstond een gevecht tussen tanks in open veld op korte afstand, waarbij de meeste schoten van beide zijden directe treffers waren. De afstand tussen de strijdkrachten was zo klein dat tanks elkaar van links en rechts één voor één beschoten en dicht genoeg waren om de Duitse tanks te rammen en zo hun relatief krachtige kanonnen uit te schakelen.
Na afloop van de strijd werden aanzienlijke verliezen gemeld bij de 5e Garde Tankleger. Hij werd uit zijn functie ontheven na Bagration en werd plaatsvervangend hoofd van de gepantserde troepen bij de Generale Staf. De manier waarop hij de slag voerde, inclusief de zware verliezen die de 5e Garde Tankleger leed, werd opgemerkt door Jozef Stalin, die van plan was om Rotmistrov voor de zware verliezen voor het krijgsgericht te brengen en te ontslaan. Dit gebeurde niet omdat Aleksandr Vasilevski tussenbeide kwam. Het is mogelijk dat de hoge verliezen die de 5e Garde Tankleger leed bij de Slag om Minsk hebben geleid tot zijn verwijdering uit zijn functie. Het is opmerkelijk dat hij daarna nooit meer actief het commando over een eenheid heeft gehad. Hij werd in oktober 1943 bevorderd tot kolonel-generaal en werd in februari 1944 de eerste maarschalk van de Gepantserde Troepen.

## Na de oorlog
Na de oorlog leidde Rotmistrov de gemotoriseerde Sovjet-troepen in Duitsland, en werd assistent-minister van Defensie. Op 28 april 1962 werd hij de eerste oppermaarschalk van de gepantserde troepen.